# Гагатли
Гагатли (анд. Гъагъолъи, авар. Гъа́гъалъ) — село в Ботлихском районе Дагестана.
Образует сельское поселение село Гагатли как единственный населённый пункт в его составе.

## Географическое положение
Село Гагатли расположено на южном склоне Андийского хребта. На западе — горы Азал, на востоке — Бахарган, на севере — Речол. За окраиной села протекает река Унсатлен. Ближайшие сёла — Гунха (2 км), Риквани (2 км), Анди (3 км), Ашали (4 км).
Жители села используют верхнеандийскую группу говоров андийского языка.

## История
В 1947 году часть жителей была переселена в Веденский район, а в 1957 году, после восстановления ЧИАССР, вновь переселены на территорию Хасавюртовского района, где было образовано село Новогагатли.

## Население
| 1869  | 1888  | 1895  | 1926  | 1939  | 1959  | 1970  |
| ----- | ----- | ----- | ----- | ----- | ----- | ----- |
| 947   | ↗1347 | ↗1500 | ↗1981 | ↗2367 | ↘1510 | ↗1829 |
| 1989  | 2002  | 2010  | 2012  | 2013  | 2014  | 2015  |
| ↗2256 | ↗3215 | ↗3539 | ↘3537 | ↗3548 | ↗3559 | ↗3594 |
| 2016  | 2017  | 2018  | 2019  | 2020  | 2021  | 2023  |
| ↗3654 | ↗3699 | ↗3732 | ↗3789 | ↗3815 | ↘3720 | ↗3776 |
| 2024  | 2025  |       |       |       |       |       |
| ↗3808 | ↗3869 |       |       |       |       |       |

Национальный состав
По данным Всесоюзной переписи населения 1926 года:
| № | Национальность | Численность, чел. | Доля  |
| - | -------------- | ----------------- | ----- |
| 1 | андийцы        | 1981              | 100 % |

Селение в настоящее время является моноэтническим. До депортации в селе проживали также чеченцы (на чеченском «Гӏалтла»).